# Gustave-Amedée Visart de Bocarmé
Gustave-Amedée Visart de Bocarmé (Brussel, 10 mei 1830 - Sint-Kruis, 9 april 1894) was burgemeester van Sint-Kruis van 1889 tot 1894.

## Levensloop
Graaf Gustave Marie Amedée Visart de Bocarmé was de zoon en de oudste van zeven kinderen van burgemeester Marie Jean Visart de Bocarmé (1794-1855) en van Marie-Thérèse de Man (1802-1883).
Hij trouwde in 1870 met zijn nicht, barones Isabelle van Zuylen van Nyevelt van de Haar (Brugge, 1 oktober 1845 - Nice, 27 augustus 1876), dochter van de diplomaat Gustave van Zuylen en Julie Visart de Bocarmé. Ze hadden twee zoons en een dochter die ongehuwd en kinderloos bleven.

## Burgemeester
Na de dood van zijn vader, bleef de zetel van burgemeester van Sint-Kruis gedurende meer dan vijf jaar vacant. In oktober 1860 werd Gustave verkozen tot gemeenteraadslid van Sint-Kruis met 70 stemmen, verweg het grootste aantal. Het was dan ook verwonderlijk dat niet hij tot burgemeester werd benoemd, maar Jules de Bie de Westvoorde, die met 20 stemmen minder was gekozen. In 1889 werd hij dan toch burgemeester van Sint-Kruis. Hij vervulde dit ambt tot aan zijn dood.
In 1888 werd hij lid en deken van de Schuttersgilde van de Vrije Archiers van Mijnheere Sint-Sebastiaen in Sint-Kruis.
Na zijn dood en in afwachting van de benoeming van een opvolger was Auguste De Foere (1845-1915) dienstdoende burgemeester. Hij was gemeenteraadslid (1884-1903) en schepen (1891-1895) van Sint-Kruis.